# Melita rylovae
Melita rylovae is een vlokreeftensoort uit de familie van de Melitidae. De wetenschappelijke naam van de soort werd in 1955 voor het eerst geldig gepubliceerd door Bulyčeva.

## Verspreiding
Melita rylovae is een vrijlevend mariene vlokreeftje. Het werd beschreven vanuit de Russische Zee van Japan en zijn oorspronkelijke verspreidingsgebied strekt zich uit van Japan tot aan de Oost-Chinese Zee. Het werd geïntroduceerd aan de westkust van Noord-Amerika met populaties die bekend zijn uit San Francisco Bay en haven van Los Angeles, Californië. Het wordt gevonden in lagere intergetijdengebieden en ondiepe subtidale leefomgevingen, waaronder rotsachtige en modderige kusten, oester- en mosselbanken, dokdobbers, palen en jachthavens. Exemplaren werden gevonden in ballastwater aan boord van een schip dat van Japan naar Australië reisde en dit zou de manier kunnen zijn waarop deze soort in Californië werd geïntroduceerd.